# پیر مسمر
پیر مسمر (فرانسوی: Pierre Messmer‎؛ ‏ ۲۰ مارس ۱۹۱۶ – ۲۹ اوت ۲۰۰۷) یک سیاست‌مدار اهل فرانسه بود که پس از استعفای ژاک شابان-دلما نخست وزیر وقت در ۵ ژوئیه ۱۹۷۲ به نخست وزیری فرانسه برگزیده شد
وی خدمت اداری خود را از ارتش فرانسه شروع کرده و از همکاران و طرفداران صمیمی و وفادار ژنرال دوگل بود و سال‌ها با او همکاری داشت. مسمر قریب بیست سال در خارج از فرانسه و در ارتش آن کشور خدمت کرد و همچنین بمدت ۹ سال بین سال‌های ۱۹۶۰ تا ۱۹۶۹ پست وزارت دفاع فرانسه را برعهده داشت. پیر مسمر در ۲۹ اوت ۲۰۰۷ در سن ۹۱ سالگی درگذشت.